# Jacaranda
Jacaranda je sólové studiové album Trevora Rabina, vydané 8. května 2012 pod značkou Varèse Sarabande. Jedná se o první řadové studiové album od roku 1989, kdy vydal album Can't Look Away.

## Seznam skladeb
Autorem všech skladeb je Trevor Rabin.
| Pořadí | Název                      | Délka |
| ------ | -------------------------- | ----- |
| 1.     | Spider Boogie              | 0:52  |
| 2.     | Market Street              | 5:35  |
| 3.     | Anerley Road               | 7:14  |
| 4.     | Through The Tunnel         | 5:55  |
| 5.     | The Branch Office          | 2:06  |
| 6.     | Rescue                     | 3:57  |
| 7.     | Killarney 1 & 2            | 3:55  |
| 8.     | Storks Bill Geranium Waltz | 1:02  |
| 9.     | Me And My Boy              | 3:14  |
| 10.    | Freethought                | 2:15  |
| 11.    | Zoo Lake                   | 4:09  |
| 12.    | Gazania                    | 3:12  |

## Obsazení
- Trevor Rabin – baskytara, kytara, klávesy, zpěv
- Vinnie Colaiuta – bicí, perkuse
- Lou Molino – bicí, perkuse
- Ryan Rabin – bicí, perkuse
- Tal Wilkenfeld – baskytara
- Liz Constintine – zpěv